# Лунар Проспектър
Лунар Проспектър (на английски: Lunar Prospector) е третата мисия на НАСА от изследователската програма Дискавъри. Целта на програмата е да извежда периодично мисии на ниска цена за изследване на Слънчевата система.
Лунар Проспектър е прост и надежден космически апарат. Той се върти около своите централни оси за контролиране на ориентацията си по маршрута до Луната. Лунар Проспектър е малък – когато е пълен с гориво, кораба тежи само 295 kg. Той пренася малък товар от само пет научни инструмента. От инженерна гледна точка е кораб със стабилизирано въртене, подобен на LP, икономичен е и лесен за управление.
Освен изследването за воден лед, Лунар Проспектър ще търси и други естествени ресурси, като минерали и газ, които могат да бъдат използвани за създаването и поддържането на бъдещите лунни бази или за производството на гориво за изстрелването на космически кораби от Луната към просторите на Слънчевата система.

### От NASA/HQ
- Lunar Prospector Mission Profile Архив на оригинала от 2007-06-09 в Wayback Machine. by NASA's Solar System Exploration
- ftp.hq.nasa.gov/pub/pao/pressrel/1999/99-119.txt